# Siya Makuzeni
Siyavuya „Siya“ Makuzeni (* 18. März 1982) ist eine südafrikanische Jazzmusikerin (Posaune, Gesang, Komposition). „Als Sängerin überzeugt sie durch ihre Dynamik und an der Posaune durch ihre freie expressive Improvisation.“

## Leben und Wirken
Makuzeni, die in East London aufwuchs, erhielt erst ab 1996 eine formale Musikausbildung; in unterschiedlichen Bands im Jazz Programm der Stirling High School in East London spielte sie Posaune und nahm zudem am National Youth Jazz Festival teil. Im Jahr 2000 begann sie Musik und Schauspiel an der Rhodes University zu studieren, um ihre Studien dann im Jazzstudiengang der Pretoria Technikon Music School fortzusetzen. 1999 gehörte sie zur Bigband von Zim Ngqawana. Sie gewann einige Nachwuchswettbewerbe und nahm 2001 mit der National Youth Jazz Band auf.
Mit Marcus Wyatt trat sie 2003 auf dem North Sea Jazz Cape Town auf, 2004 mit Johnny Clegg in den Niederlanden. Dann gründete sie ihre eigene Band, wirkte aber auch mit Carlo Mombelli. 2005 erhielt sie ein Stipendium für einen Aufenthalt in Italien, um dann in der Schweiz mit The Goema Captains und mit Feya Faku zu arbeiten. Das Album Out of This World (2016) mit ihrem Sextett erschien 2016. 2019 folgte ihr Gesangsalbum Thixo Somandla, das sie mit einem Sextett einspielte. Mit Spaza, einem kollaborativen Sextett, zu dem noch Nosisi Ngakane, Waldo Alexander, João Orecchia, Ariel Zamonsky und Gontse Makhene gehören, veröffentlichte sie im selben Jahr ein gleichnamiges Album.
Weiterhin spielte sie mit Sibongile Khumalo. 2009 holte sie Themba Mkhize als Sängerin zu den Aufnahmen seines Albums Shosholoza mit der SWR Big Band, mit der sie 2011 auch tourte und 2019 bei der Bundesgartenschau Heilbronn auftrat. Zudem präsentierte sie sich mit Omri Ziegele auf dem Jazzfestival Münster. Ferner hat sie mit Marcus Wyatt, Carlo Mombelli, Feya Faku (The Colours They Bring), Sibusiso Mashiloane (Izibongo), den Prisoners of Strange (I Stared into my Head), Wendy Oldfield, Vusi Khumalo (Reasons for Seasons), Dominic Eglis Plurism (Azania in Mind) und Hilton Schilder (In New York) aufgenommen. Zudem sang sie auf dem Soundtrack des Spielfilms Forse Dio è Malato (2008) von Franco Brogi Taviani.

## Preise und Auszeichnungen
2016 wurde Makuzeni mit dem Standard Bank Young Artist Award for Jazz ausgezeichnet.